# Giovanni Battista Zandonella dell'Aquila
Giovanni Battista Zandonella dell'Aquila (Dosoledo, 21 ottobre 1767 – Padova, 27 gennaio 1836) è stato un teologo e storico italiano.

## Biografia
Figlio di genitori benestanti, in seguito ai suoi studi ginnasiali frequentò, a partire dal 1782, il Seminario di Udine per gli studi di filosofia e teologia. Nel 1787 si iscrisse invece all'Università di Padova, ove frequentò l'università dei giuristi fino al 1791. Ottenne il dottorato in diritto civile e canonico nel 1802 e quello in teologia il 31 gennaio 1826. Ottenuta, tramite nomina imperiale (provvisoria il 10 ottobre 1815 ed effettiva il 29 settembre 1817), la cattedra di storia ecclesiastica, vi insegnò dal 1815 fino al 1836. In questo periodo, fu rettore dal 1821 al 1822. Nel corso della sua vita, divenne socio di diverse accademie, tra le quali, l'Accademia Patavina di scienze, lettere ed arti.
Secondo la testimonianza di un suo studente, Antonio Rosmini, Zandonella descriveva nelle sue lezioni le avventure del cristianesimo, "i suoi combattimenti e le sue vittorie", attraverso uno stile robusto e dilettevole. La peculiare concezione della storia della Chiesa di Zandonella lo portava a considerarla principalmente nella sua totalità, dagli apostoli alla contemporaneità, prendendo come costante punto di riferimento l'istituzione papale. La sua prolusione del 1829 approfondiva ulteriormente questa sua peculiare visione; egli in particolare sosteneva che: "Il miglioramento dell'uomo non si deve alla filosofia, bensì alla religione di Cristo". Zandonella difendeva così la funzione moralizzante del cristianesimo, che "inculca la fedeltà e l'esattezza dei doveri", sottraendo i popoli dall'idolatria, e quella più strettamente politica: i precetti cristiani rendevano infatti "sacri gli averi e l'onore" mentre "il sovrano, se ingiusto, è chiamato al severo tribunale di un Giudice supremo".

## Opere
- L'influenza dell'analisi delle idee sui progressi dello spirito, 1809.
- Lo studio dell’uomo base della privata, e pubblica felicità, 1810.
- Elogio di Francesco Bacone di Verulamio, 1835.